# Gospa od Škrpjela
Gospa od Škrpjela je umeten otoček pred mestom Perastom v zalivu Boka Kotorska (Črna gora).
Otoček Gospa od Škrpjela, v nekaterih virih tudi Gospa od Škrpijela, je nastal z nasipanjem v 15. stoletju. Prebivalci Perasta so na mestu, kjer danes stoji otoček odlagali kamenje in tako umetno ustvarili otoček, katerega površina meri 3030 m². Samo nasipanje je trajalo okoli 250 let. Na otočku so kasneje zgradili cerkev in jo poimenovali Gospa od Škrpjela.
Gradnja otočka in cerkvice, ki so jo gradili od 1630 do 1725, je bila narejena v znak zahvale Mariji (Gospa), ko je eden od bratov, ki sta na tistem mestu v morju našla Marijino sliko, čudežno ozdravel. Cerkev hrani večje število dragocenih kiparskih del in sedemdeset baročnih slik Tripa Kokolje.